# Хейестад, Тор
Тор Хейестад (норв. Tor Heiestad, 13 января 1962) — норвежский стрелок, олимпийский чемпион.
Родился в Осло. В 1988 году на Олимпийских играх в Сеуле завоевал золотую медаль в стрельбе по движущейся мишени на дистанции 50 м; в этом же году он стал бронзовым призёром чемпионата Европы. В 1990 году на чемпионате Европы завоевал золотую медаль. В 1992 году принял участие в Олимпийских играх в Барселоне, где стал 11-м в стрельбе по движущейся мишени на дистанции 10 м.